# Agriocnemis lacteola
Agriocnemis lacteola är en trollsländeart som först beskrevs av Selys 1877.  Agriocnemis lacteola ingår i släktet Agriocnemis och familjen dammflicksländor. IUCN kategoriserar arten globalt som livskraftig. Inga underarter finns listade i Catalogue of Life.